# Eremophila decipiens
Eremophila decipiens là một loài thực vật có hoa trong họ Huyền sâm. Loài này được Ostenf. mô tả khoa học đầu tiên năm 1921.